# 袁竹林
袁竹林（1922年6月11日—2006年3月29日，即生於1922年農曆五月十六日），湖北武漢人。她是少數願意公開承認在抗日戰爭時被迫作慰安婦，並向日本政府索賠的中國女性。

## 生平經歷
袁竹林家有父母和兩妹。自幼家貧，15歲與首任丈夫結婚。於1941年至1942年中國抗日戰爭期間，由於丈夫失蹤，18歲的袁竹林為謀生計養活老父及女兒蓉仙，被騙往武漢鄂城為旅館洗衣服及做雜務，到達後被強行帶到慰安所充當慰安婦。期間父親病死及女兒餓死，她身心靈受到嚴重摧殘，除被毒打外，更曾因為懷孕而被迫墮胎，以致日後不孕。
其後曾被一日本軍官獨佔，並要她陪酒陪宿。之後與一位厭戰逃役的日本軍人相愛，逃跑匿藏成功共同生活；但二次大戰後該軍人回日，袁竹林不願相隨而分開。24歲時領養了一名養女（喚「小毛」），並曾為生活與其他男人結婚，幾段婚姻都因為不同原因離異收場。又因為戰時被迫作慰安婦一事，於1950年代起的各種政治運動中被告發、批鬥，曾下放北大荒米山建設兵團。
據李碧華《煙花三月》一書記述，袁竹林的幾段婚姻中，最難忘的是前武漢市警察局刑警大隊警長廖奎，二人於1948年結婚。廖奎於1953年因一宗案件被下放黑龍江省密山勞動改造。雖然袁竹林曾與養女在1961年借下放的機會尋到廖奎，但後來因生活條件惡劣，二人最終被迫離異並失散38年。
經李碧華於1998年在香港《壹周刊》發表＜竹和葵在天涯＞和＜火澤睽＞兩篇文章，並在互聯網呼籲後，在網上引起關注。李碧華後來聯絡黑龍江信息港的北大荒知青網絡，設立「人在天涯」欄目，最終於1999年2月尋獲已遷居山東淄博、雙腿殘疾的廖奎，二人在1999年3月重逢。此一經過被《北京青年報》等內地部份媒體詳細報導。
袁竹林晚年（1989年後）在武漢獨居，2006年3月29日上午7時55分（UTC+8）於廣東湛江養女家中因腦溢血昏迷辭世，享壽84歲。

## 控訴戰爭罪行
在臨終前的8年，袁竹林有感當年所受的屈辱，於1998年8月挺身而出，於香港向傳媒透露當年的慘痛經歷，為慰安婦要求日本公開道歉及賠償；並在多個不同組織協助下，多次到香港及外地控訴日本侵華期間的罪行，包括：
- 1998年：出席世界抗日戰爭史實維護聯合會（史維會）在多倫多舉行的第三次大會
- 1998年：到日本駐香港大使館請願
- 2000年：出席東京「婦女國際戰犯法庭」對日軍二戰期間慰安婦制度的公開審判
- 2001年：到香港出席史維會與香港城市大學中國研究中心合辦的「亞太區日本戰爭罪行見證大會」
- 2000年，2002年：到香港多所中學出席「日軍侵華見證會」[1]
- 2005年8月：出席「香港維護二戰史實聯席會議」的「日本戰後責任」研討會[2]

她曾先後多次向日本東京高等裁判所、國際審裁署提出訴訟，作為慰安婦罪行的控方證人，要求日本政府承認事實、並向曾受迫害的婦女謝罪及賠償，誓言「只要活一天就要控訴一天」，卻被日本政府以追訴時效已過為理由多次駁回訴訟請求。

## 相關書目
- 李碧華（2002年）。《煙花三月》。香港：天地圖書。　ISBN 9629930722
  - 紀實文學作品，記錄袁竹林口述生平及尋找失散38年愛人廖奎的經過。

## 外部連結
- ＜互聯網 重續姻緣＞（页面存档备份，存于），生活時報，1999年5月3日。
- 吳菲，＜緣分真是驚心＞，中國農墾資訊網北大荒分網。
- ＜網上續緣＞，新傳達文化網，江蘇副刊。
- 袁竹林訪問（講述受害經歷），＜抗戰六十週年 永不磨滅的傷痛＞（页面存档备份，存于），《自由風自由PHONE》，香港電台，2005年8月25日。
- 何俊仁，＜抗日‧歷史 悼袁竹林婆婆＞[永久]>，新世紀網，2006年7月11日。（此篇文章亦曾刊於明報，2006年7月11日）